# Platte.Berlin
Platte.Berlin (Eigenschreibweise: PLATTE.Berlin) ist ein Verein in Berlin, der Mode, Kunst und Musik mit einem Fokus auf Nachhaltigkeit und Inklusion verbindet. Der Verein wurde 2022 gegründet, betreibt einen Concept Store und bietet lokalen Designern und Künstlern eine Plattform zur Präsentation ihrer Arbeiten sowie Möglichkeiten zur Vernetzung.
Platte.Berlin versteht Mode als Kulturgut. Das Ziel von Platte.Berlin ist es, der diversen Berliner Mode- und Kreativszene langfristige Perspektiven zu bieten und sie sichtbarer zu machen. Ein Fokus liegt auf der Förderung von Nachwuchstalenten. Platte.Berlin organisiert hierzu verschiedene Veranstaltungen in den eigenen Räumlichkeiten.

## Gründung
Die Entstehung von Platte.Berlin geht auf eine Initiative der Berliner Wirtschaftsförderungen in den Bezirken Pankow und Mitte zurück. Im Jahr 2019 beauftragten diese das Modenetzwerk Nemona mit einer Bedarfsanalyse zur Lage der lokalen Modebranche. Die Erkenntnisse aus dieser Analyse lieferten Einblicke in die Bedürfnisse der Berliner Modeszene und bildeten die Grundlage für das Konzept von Platte.Berlin. Im Fokus stehen Nachhaltigkeit und Innovation.
Gemeinsam mit Akteuren aus dem Berliner Mode-Ökosystem – darunter Berlin Showroom, die Agentur Mdeuxs, die Hochschule für Technik und Wirtschaft Berlin, die Kunsthochschule Berlin-Weißensee, die bbw Hochschule sowie weiteren Vereinen und Netzwerken wie die Modeschule Berlin, der Verein Berliner Modedesigner, GFDF (German Fashion Designers Federation), Nemona, die Netzwerke Aethic und Fashion Changers, das Produktionsnetzwerk Sqetch und die Vertriebsnetzwerke LNFA und FAEX (Fashion Exchange) – wurden 2021 erste konzeptionelle Inhalte definiert und umgesetzt. Im Jahr 2022 wurde der Verein Platte.Berlin von Sevil Uguz, Arne Eberle und Katherine de Siqueira gegründet, um das Projekt zu verankern und weiterzuentwickeln. Alle drei legten ihre Vorstandsämter im November 2023 nieder. Seit Mai 2024 besteht der Vorstand aus Mode-Theoretikerin und Professorin Diana Weis sowie Rechtsanwalt Jan Kuhlen und Designerin Anke Schlöder.

## Aktivitäten und Projekte
Das zweiwöchige Programm NextGen unterstützt Modedesign-Studierende und -Absolventen im Rahmen der Berlin Fashion Weeks mit Modenschaus und einem Popup Store.
Am 7. September 2021 fand vor dem Hintergrund der Berlin Fashion Week die erste Modenschau Platte Runway mit 30 Outfits von Berliner Designern statt. Unter der künstlerischen Leitung von Mother Ambrosia Gucci Angels vereinte die Modenschau die Kreationen lokaler Designer mit den Performances der Ballroom-Szene.
Für Aufmerksamkeit sorgte die inszenierte Fake-Adidas-Modenschau zur Berlin Fashion Week 2023, die Platte.Berlin in Zusammenarbeit mit der internationalen Aktivistengruppe The Yes Men organisierte. Diese satirische Aktion machte auf Missstände und Ausbeutung in der Textilindustrie aufmerksam. Scheinbar erschöpfte Models traten in zerrissener Kleidung mit inszenierten Verletzungen auf und symbolisierten so das Leid der Arbeiter in den Produktionsstätten vor dem Hintergrund der industriellen Modeproduktion.